# Stazione di Giulianova
La stazione di Giulianova è la stazione ferroviaria che serve l'omonimo comune. È posta sulla ferrovia Adriatica ed è stazione terminale della ferrovia Teramo-Giulianova. È un impianto di livello silver, secondo la classificazione commerciale di RFI.

## Storia

La stazione in una foto d'epoca

La stazione venne costruita dalla Società Italiana per le Strade Ferrate Meridionali. È la più antica della provincia di Teramo essendo entrata in funzione nel 1863 contestualmente all'apertura del tronco Ancona-Pescara della ferrovia Adriatica.
L'impianto divenne stazione di diramazione in seguito all'apertura della ferrovia Teramo-Giulianova avvenuta nel 1884.
La pensilina in stile Liberty del fabbricato viaggiatori che ripara la banchina principale della stazione fu realizzata dall'allora sedicenne Enzo Ferrari insieme al padre Alfredo, allora titolare di un'officina di carpenterie metalliche.
Nel 2025, la stazione è stata interessata da lavori di riqualificazione.

## Strutture e impianti

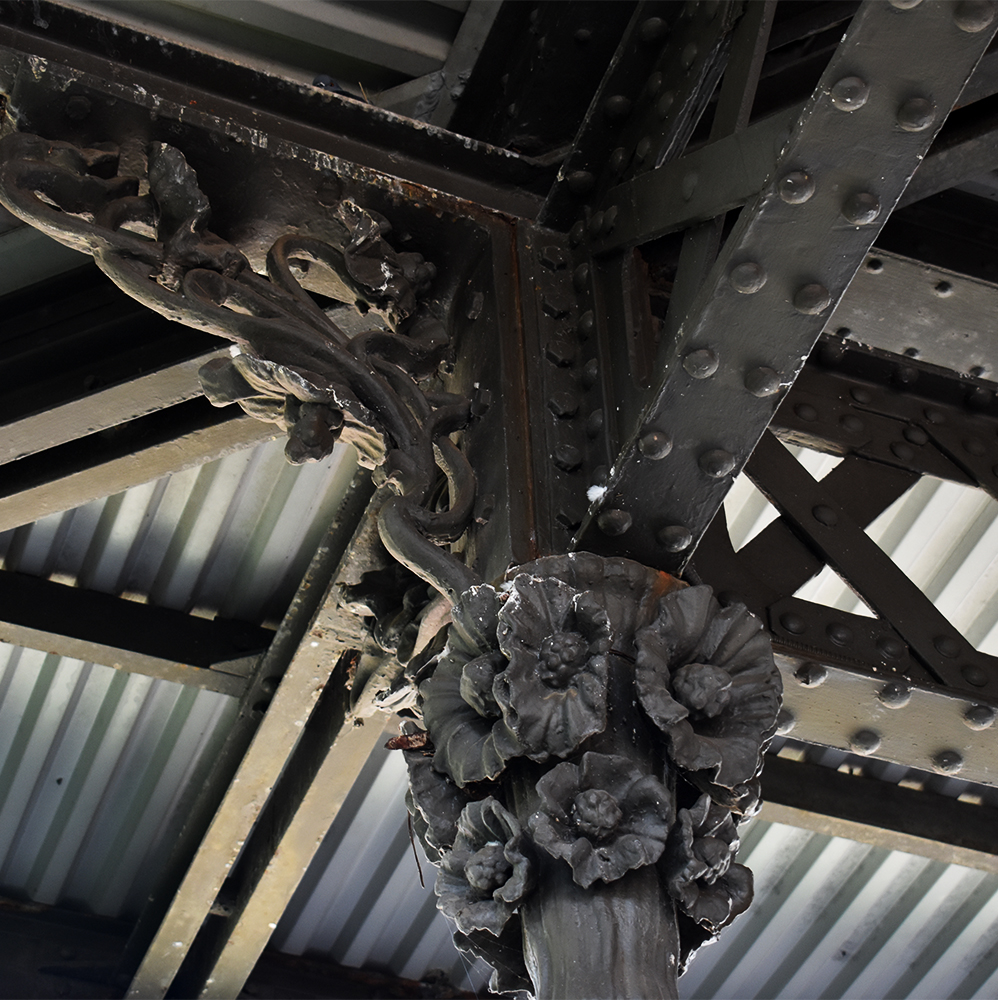
Un dettaglio della pensilina del fabbricato viaggiatori della stazione

La stazione dispone di quattro binari passanti ed uno tronco. Il secondo, il terzo ed il quarto binario sono raggiungibili attraverso un sottopassaggio pedonale, dotato di due uscite opposte, una "lato mare" in direzione est, l'altra "lato città", verso ovest, su piazza Roma.

## Movimento
La stazione di Giulianova è servita da treni regionali a orario cadenzato svolti da Trenitalia, Trasporto Unico Abruzzese e Trenitalia Tper nell'ambito dei contratti di servizio stipulati con le regioni interessate Abruzzo e Marche.
I collegamenti a lunga percorrenza (Frecciarossa e InterCity) sono operati da Trenitalia e solitamente caratterizzati da una frequenza maggiore nel periodo estivo.

## Servizi
La stazione dispone dei seguenti servizi:
- Biglietteria a sportello
- Biglietteria automatica
- Sala d'attesa
- Servizi igienici
- Posto di Polizia ferroviaria
- Bar

## Interscambi
La stazione è connessa con i seguenti interscambi:
- Fermata autolinee urbane e suburbane di Gaspari, Flixbus e TUA
- Stazione taxi